# Johann Lorth
Johann Lorth (* 10. November 1891 in Beurig; † 29. November 1966 in Saarburg) war ein deutscher Unternehmer und Politiker (CDU).

## Leben
Lorth wurde als Sohn eines Maurers und Bauunternehmers geboren. Nach dem Besuch der Volksschule absolvierte er eine Maurerlehre und arbeitete im Anschluss im väterlichen Betrieb, dessen Leitung er 1919, nach Teilnahme am Ersten Weltkrieg, übernahm. Während der Zeit der Weimarer Republik betätigte er sich als Gegner des rheinischen Separatismus im passiven Widerstand. Vor 1933 war er Mitglied des Gemeinderates von Beurig.
Lorth zählte nach dem Zweiten Weltkrieg zu den Gründern der CDU im Landkreis Saarburg und war bis 1959 Vorsitzender des Kreisverbandes. Er war Mitglied des Stadtrates von Saarburg sowie Mitglied des Kreistags und des Kreisausschusses im Landkreis Saarburg. Von 1946 bis 1949 amtierte er als ehrenamtlicher Bürgermeister und von 1949 bis 1956 als Erster Beigeordneter der Stadt Saarburg.
Der Landkreis Saarburg war von Juli 1946 bis Juni 1947 Teil des Saarlandes und wurde somit nicht bei der Wahl zum Rheinland-Pfälzischen Landtag im Mai 1947 berücksichtigt. Nach der Rückgliederung von 61 Gemeinden zu Rheinland-Pfalz in den Kreisen Saarburg und Trier wurde der Landkreis Saarburg Teil des Landes Rheinland-Pfalz. Daraufhin wurde die Anzahl der Sitze im Rheinland-Pfälzischen Landtag auf 101 erhöht und diesbezüglich am 21. September 1947 eine Nachwahl im Landkreis Saarburg durchgeführt. Bei der Nachwahl gewann Lorth den Sitz und zog in das Parlament ein, dem er bis 1951 angehörte. Im Landtag war er Mitglied des Grenzlandausschusses sowie des Haushalts- und Finanzausschusses.

## Auszeichnungen
Am 21. April 1918 wurde Lorth mit dem preußischen Militärorden Goldenes Militär-Verdienst-Kreuz ausgezeichnet (Lfd. Verleihungsnummer: 179).
Johann Lorth hat 1959 die Freiherr-vom-Stein-Plakette des Landes Rheinland-Pfalz erhalten.